# Siebenbürgisches Erzgebirge

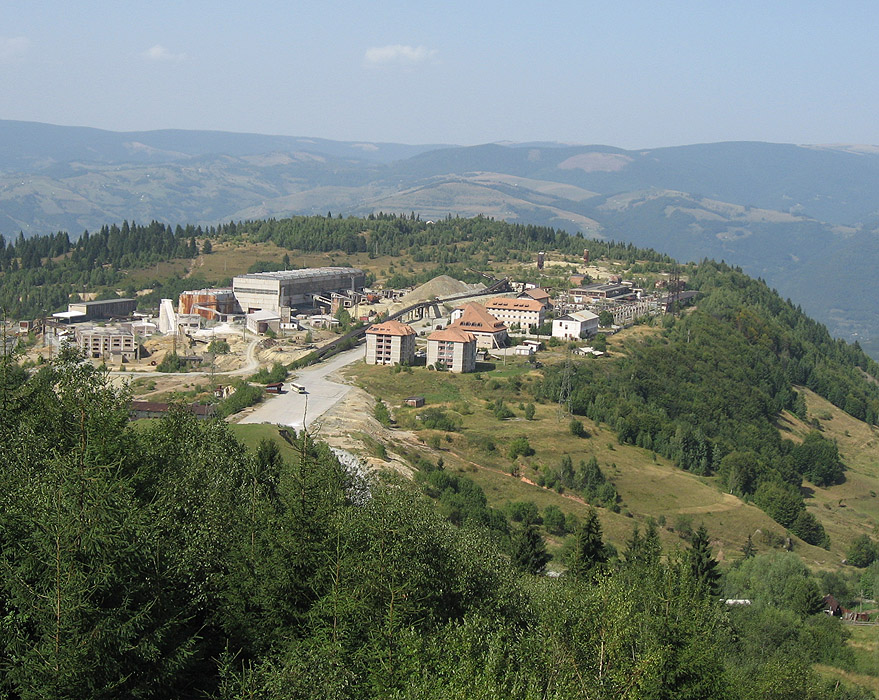
Sicht auf eine Kupfermine und Arbeiterunterkünften, hinter Roșia Montană

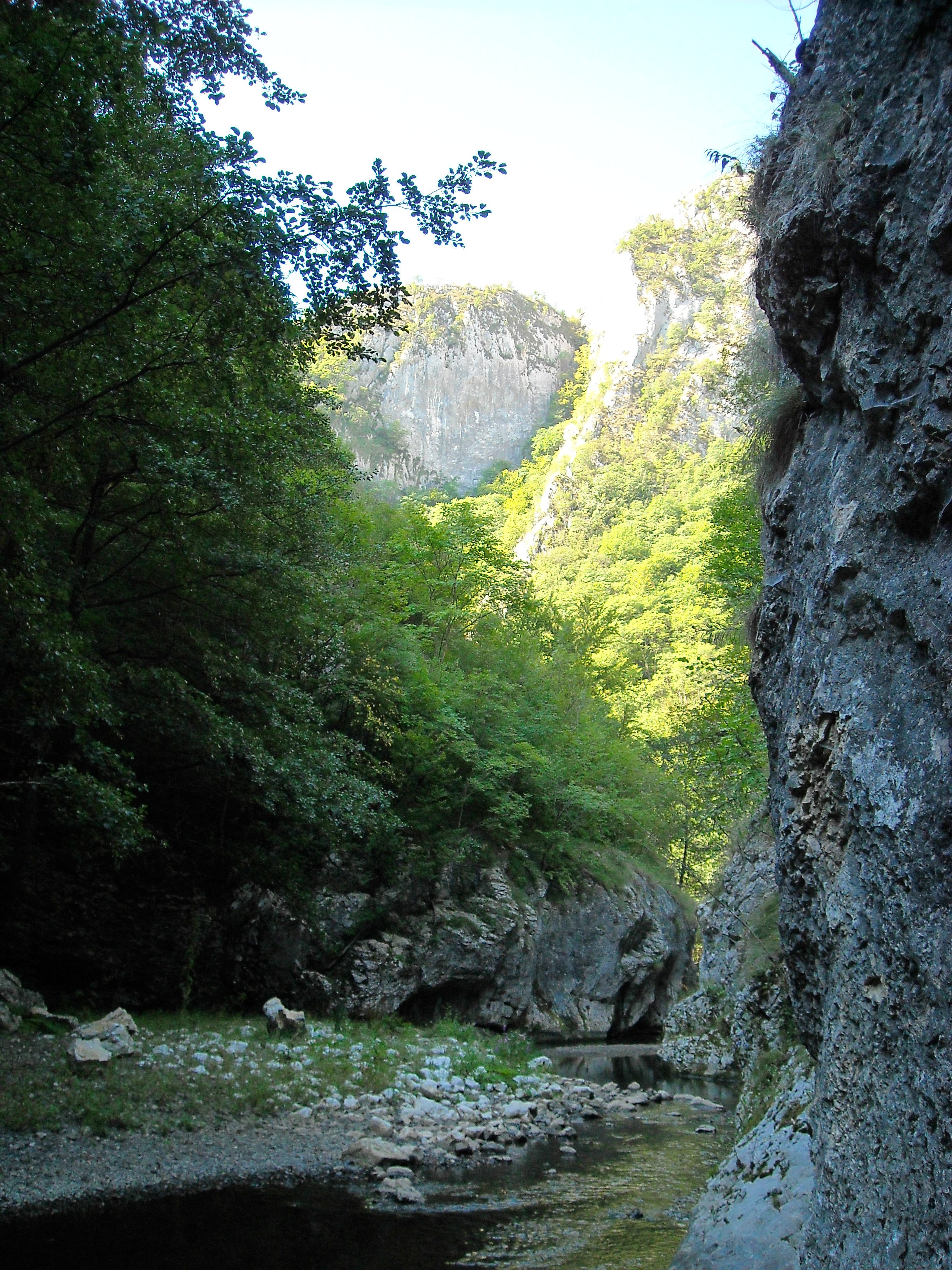
Die Mada-Schlucht (Cheile Măzii bzw. Madei) im Siebenbürgischen Erzgebirge

Das Siebenbürgische Erzgebirge (rumänisch Munții Metaliferi, ungarisch Erdélyi-érchegység) ist ein Gebirgszug im Westen Siebenbürgens und südlicher Teil des Apuseni-Gebirges in Rumänien.

## Abgrenzung
Das Siebenbürgische Erzgebirge wird begrenzt
- im Norden vom Bihor- und Muntele-Mare-Gebirge,
- im Osten vom Trascău-Gebirge, welches manchmal auch als Teil des Siebenbürgischen Erzgebirges betrachtet wird,
- im Süden vom Tal des Flusses Mureș (Mieresch),
- im Westen vom Zarand-Gebirge.

## Beschreibung
Das Siebenbürgische Erzgebirge ist ein Vulkangebirge und erstreckt sich bogenförmig in Ost-West-Richtung nördlich der Stadt Deva (Diemrich) und südlich von Brad (Kreis Hunedoara) und Câmpeni (Kreis Alba). Höchste Erhebung ist der 1437 m hohe Gipfel Poienița (⊙). Im Norden des Gebirges befindet sich ein Teil des historischen Motzenlandes.
Auf dem Gebiet des Siebenbürgischen Erzgebirges sind Edel- und Buntmetallerze zu finden. An den östlichen Vorbergen sind Obst- und Weingärten angelegt. Durch Abrodung der Buchenwälder sind in den Tälern und Hochregionen Weideland und Heuwiesen entstanden.

## Verkehr
- Durch das Siebenbürgische Erzgebirge – in Nord-Süd-Richtung – verläuft der Drum național 76 (ist Teil der Europastraße 79) von Brad nach Deva über den Vălișoara-Pass (461 m); im Norden verläuft die Nationalstraße DN 74 von Brad über den Buceș-Pass nach Abrud.
- Die durchs Gebirge verlaufende Bahnstrecke Deva–Brad ist inzwischen stillgelegt.

## Sehenswürdigkeiten
- Der Buceș-Pass – auch als Pasul Vulcan bezeichnet (725 m) – zwischen den Städten Abrud (Kreis Alba) und Brad (Kreis Hunedoara).
- Die Naturreservate Calcarele de la Valea Mică am Bach Valea Mică – ein Zufluss des Ampoi – und das Kalksteinmassiv Piatra Bulbuci (78 m).[1][2]
- Die Basaltfelsen Detunata Goală (1169 m) und Detunata Flocoasă (1258 m) in der Nähe der Gemeinde Bucium, sowie die 300 Hektar große Narzissenwiese von Negrileasa unter dem gleichnamigen Gipfel (1364 m).[3]
- Im Nordosten des Gebirges die Karsthöhle Huda lui Papară. Der ca. 35 Meter hohe und 4 Meter breite Höhleneingang befindet sich auf einer Meereshöhe von 567 m.[4]

## Bedeutende Erhebungen
- Detunata Flocoasă, 1258 m
- Vârful Vulcan, 1257 m
- Vârful Răchita, 1124 m
- Vârful Fericeli, 1122 m
- Vârful Mare, 1011 m

## Einige Ortschaften im Gebirge und in der Umgebung
- Abrud (Großschlatten)
- Brad (Tannenhof)
- Câmpeni (Topesdorf)
- Roșia Montană (Goldbach)
- Zlatna (Kleinschlatten)

## Einige Flüsse im Gebirge und in der Umgebung
- Abrud (ung. Abrud-patak)
- Ampoi (ung. Ompoly)
- Arieș (ung. Aranyos)
- Băcăinți (ung. Bokaj-patak)
- Crișul Alb (dt. Weiße Kreisch, ung. Fehér Körös)
- Căian (ung. Kaján-patak)
- Certej
- Geoagiu (ung. Bózes-patak)
- Mureș (dt. Mieresch, Marosch, ung. Maros)